# Гальванометр

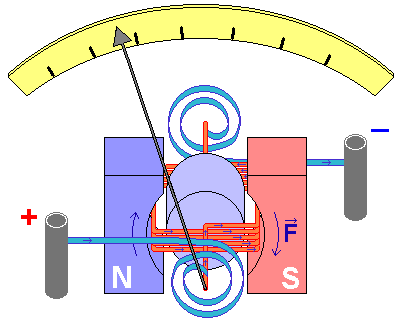
Схема работы гальванометра

Гальвано́метр (от фамилии учёного Луиджи Гальвани и слова др.-греч. μετρέω — «измеряю») — высокочувствительный прибор для измерения силы малых постоянных электрических токов. Был изобретен в начале XIX века и использовал результаты опытов Эрстеда, полученные в 1820 году. В отличие от обычных микроамперметров шкала гальванометра может быть проградуирована не только в единицах силы тока, но и в единицах напряжения, единицах других физических величин. Шкала может иметь условную, безразмерную градуировку, например, при использовании в качестве нуль-индикаторов.

## История
В июне 1820 года Ханс Эрстед опубликовал описание опыта, для выполнения которого нужно:
- взять магнитную стрелку (стрелку, изготовленную из магнитного материала, часть магнитного компаса);
- дождаться, пока направление стрелки совпадёт с направлением магнитного меридиана Земли;
- установить над стрелкой прямолинейный проводник так, чтобы проводник располагался вдоль магнитного меридиана Земли;
- начать пропускать через проводник электрический ток.

Результат: стрелка отклонится от направления магнитного меридиана Земли.
Для усиления действия тока Иоганн Швайггер:
- намотал на прямоугольную рамку несколько витков проводника;
- поместил магнитную стрелку внутрь прямоугольной рамки.

Полученное устройство получило название «мультипликатор» и было продемонстрировано в университете Галле 16 сентября 1820 года. «Мультипликатор» Швейггера можно считать первым гальванометром (точнее, гальваноскопом).
Термин «гальванометр» впервые появился в 1836 году, произошёл от фамилии учёного Луиджи Гальвани.
В 1821 году Поггендорф усовершенствовал конструкцию «мультипликатора», снабдив его измерительной шкалой.
В 1823 году Авогадро и Микелотти предложили «мультипликатор», в котором стрелка была подвешена на шёлковой нити над разграфлённым (линованым) сектором (прообраз шкалы), а всё устройство помещалось под стеклянным колпаком.
Ещё 1821 году Ампер сконструировал «астатический аппарат», представлявший собой две жёстко связанные параллельные магнитные стрелки. Полюса стрелок были направлены в противоположные стороны, поэтому направление стрелок не зависело от направления магнитного поля Земли. Нити были подвешенны над проводником. Устройство показало, что магнитная стрелка, избавленная от влияния магнитного поля Земли, ориентируется перпендикулярно проводнику с током.
13 мая 1825 года на заседании Моденской академии Леопольдо Нобили представил первый «астатический гальванометр» (см. рисунок). Аппарат представлял собой сочетание «астатического аппарата» Ампера с подвеской на нити. Этот прибор на протяжении нескольких десятков лет оставался наиболее чувствительной разновидностью гальванометров.

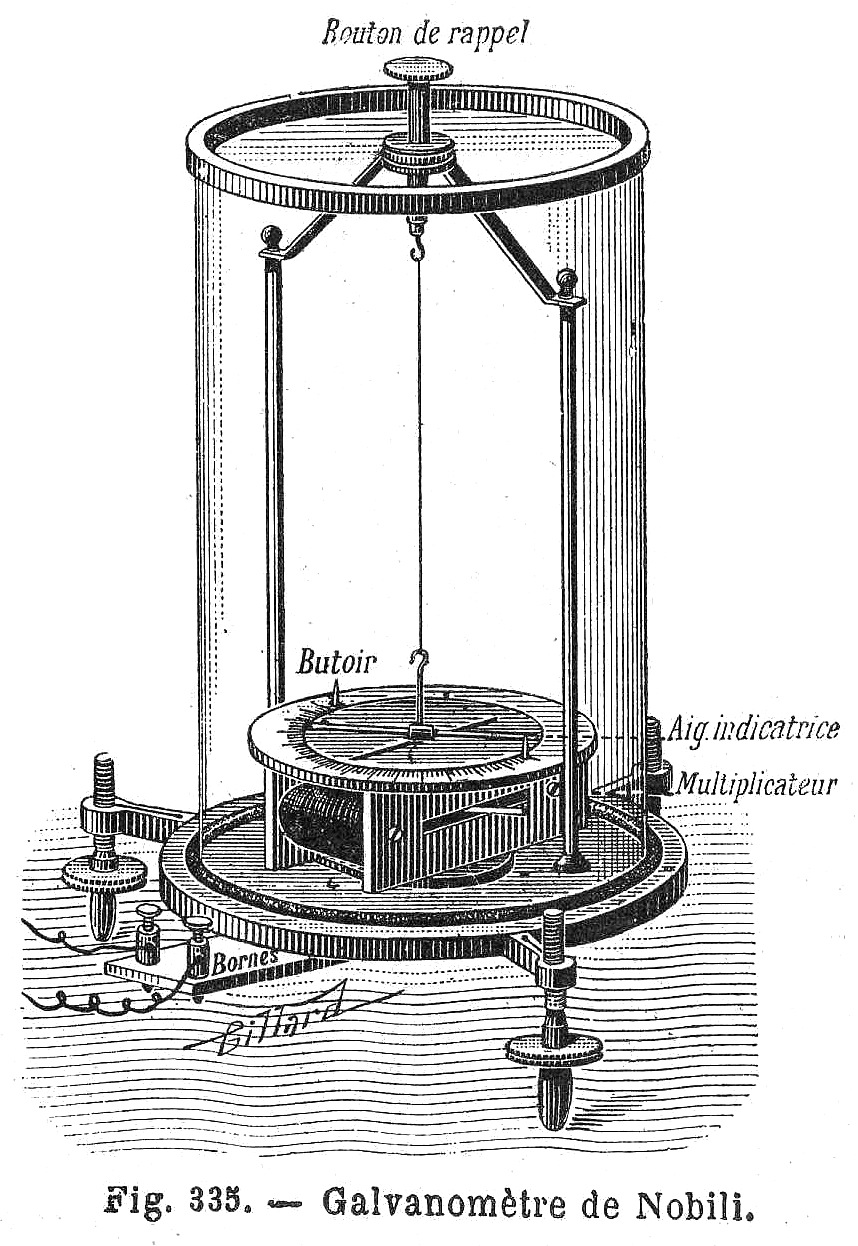
Гальванометр Нобили

В 1826 году Поггендорф ввёл метод зеркального отсчёта, развитый впоследствии Гауссом (1832) и применённый в «зеркальном гальванометре» Вебером (1846).
В 1825 году Антуан Беккерель предложил эскиз «дифференциального гальванометра».
В 1833 году Нервандер предложил первый гальванометр, отградуированный в абсолютных единицах.
В 1837 году Клод Пулье предложил «тангенциальный гальванометр» или «тангенс-буссоль». Маленькая магнитная стрелка с длинным медным указателем, была установлена на игле над расчерченным на градусы кругом, была помещена в центре вертикального кольца из проводника диаметром 40‑50 см. Перед началом измерений следовало сориентировать кольцо в плоскости магнитного меридиана Земли.
В 1840 году Вебер использовал усовершенствованную модель «тангенциального гальванометра», в котором вместо кольца из проводника использовались две соединённые последовательно катушки с проводником расположенные в параллельных плоскостях, а магнитная стрелка помещалась между ними, что обеспечивало более равномерное распределение магнитного поля, создаваемого током.
Вебер создал теорию «тангенциального гальванометра», показав как электрический ток может быть измерен в абсолютных единицах через его действие на горизонтально подвешенную стрелку после того как горизонтальный компонент магнитного поля Земли в абсолютных единицах был установлен. С этого момента до приблизительно 1890 годов для прецизионных (обладающий высокой точностью) измерений электрического тока использовались различные виды «тангенциальных гальванометров». Электрические лаборатории в те времена не использовали железных конструкций искажающих магнитное поле Земли.
Различные типы «тангенциальных гальванометров» предлагали Гельмгольц (1849), Кольрауш (1882).
В 1846 году Вебер представил «электродинамический гальванометр», у которого между двумя катушками, расположенными вертикально в параллельных плоскостях, вместо компаса подвешивалась на ленте третья катушка меньшего размера, намотанная бифилярно. Все три катушки соединялись последовательно. Подвес ориентировал подвижную катушку перпендикулярно плоскости, в которой установлены неподвижные катушки и обеспечивал противодействующий момент. При протекании тока в цепи подвижная катушка стремилась ориентироваться параллельно остальным. В качестве указателя использовалось зеркало.
В 1858 году Уильям Томсон (лорд Кельвин) разработал и запатентовал свой «зеркальный гальванометр» (см. рисунок) для подводного трансатлантического телеграфа. Гальванометр представлял собой массивную вертикальную катушку из медной проволоки в шелковой изоляции в центре которой имелась небольшая полость. Четыре миниатюрных магнита были приклеены к оборотной стороне зеркала, подвешенного на шёлковой нити в этой полости. Магниты образовывали астатическую систему, влияние магнитного поля Земли дополнительно компенсировалось установкой постоянного магнита наверху прибора. Изменяя высоту магнита можно было регулировать чувствительность прибора. При пропускании тока через катушку зеркало поворачивалось, отклоняя падающий луч света. При этом сопротивление воздуха, испытываемое зеркалом при вращении, за счёт небольшого зазора между краем зеркала и стенками полости позволяло демпфировать случайные колебания измеряемого сигнала. Гальванометр отличался очень высокой чувствительностью. Проекция пятна света на экран позволяла наблюдателю фиксировать колебания уровня сигнала при передаче сообщения независимо от смещения нулевого положения и при этом, за счёт эффективного успокоения, позволял принимать больше сигналов за единицу времени. Прибор использовался в составе трансатлантического телеграфа до 1870 года.

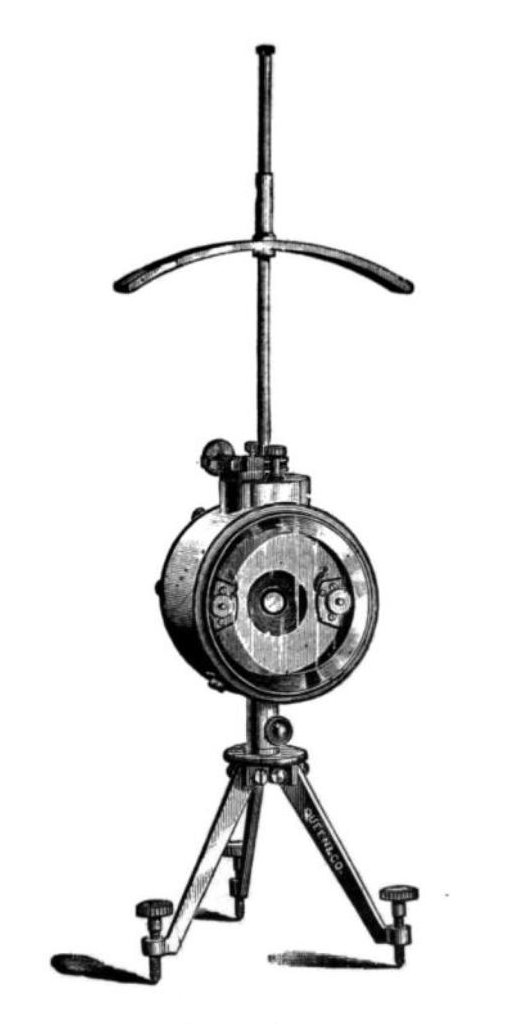
Гальванометр Томсона

Марсель Депре предложил поместить железную стрелку между полюсами сильного постоянного магнита, поле которого ориентирует стрелку аналогично действию магнитного поля Земли. Катушка, окружающая собой стрелку, помещается так, что ток, напротив, стремится установить стрелку перпендикулярно к этому направлению. Таким прибором можно было пользоваться вблизи металлоконструкций и даже работающих динамо-машин.
В 1881 году Жак-Арсен д’Арсонваль и Марсель Депре разработали гальванометр (см. рисунок) с подвижной катушкой из проводника, намотанного на прямоугольную рамку и подвешенного между полюсами постоянного магнита. Измеряемый ток подводился к катушке по металлической ленте на которой она была подвешена, противодействующий момент создавался винтовой пружиной. В качестве указателя использовалось зеркало, закреплённое на катушке. Внутрь катушки был помещён неподвижный цилиндр из мягкого железа, что обеспечило равномерное распределение магнитного потока для различных положений катушки. Благодаря этому отклонение рамки прямо пропорционально току в катушке, и гальванометр Д’Арсонваля-Депре, в отличие от более ранних конструкций, имеет равномерную шкалу. Этот прибор послужил первым образцом магнитоэлектрического измерительного механизма.

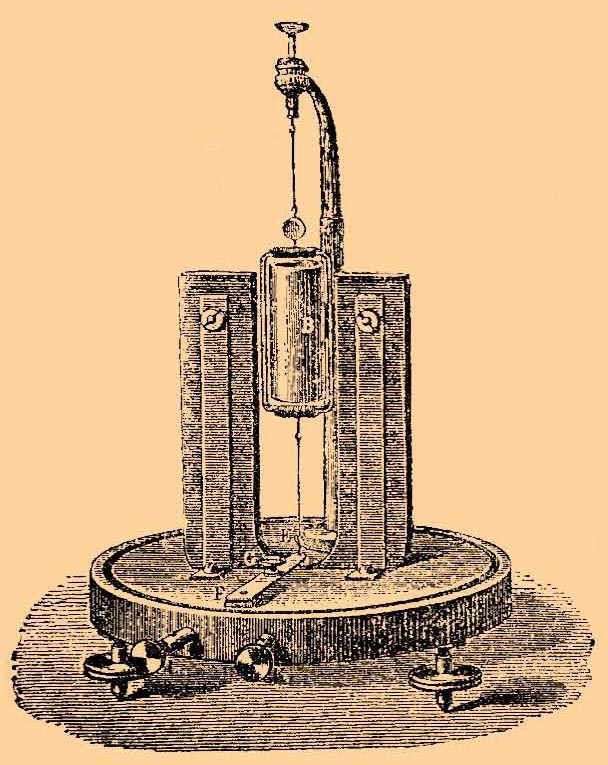
Гальванометр Д’Арсонваля

В 1888 году Эдвард Вестон внёс ряд усовершенствований в конструкцию Д’Арсонваля-Депре:
- предложил изготавливать рамки для намотки подвижной катушки прибора из металла — такая металлическая рамка, помещённая в поле постоянного магнита, позволяет обеспечить успокоение подвижной части без громоздких дополнительных приспособлений;
- предложил использовать в измерительных приборах полюсные наконечники из мягкого железа для концентрации магнитного потока создаваемого постоянным магнитом;
- использовал для опоры подвижной части каменные подпятники ранее применявшиеся для изготовления часов (до того, большинство приборов изготавливалось на подвесах или растяжках), что позволило создать щитовые приборы с горизонтальной осью вращения подвижной части;
- использовал для создания противодействующего момента плоские спиральные пружины (как в балансом колесе наручных часов) из немагнитного материала с низким сопротивлением (фосфористой бронзы), которые одновременно использовались в качестве проводника для подачи тока на подвижную катушку.

Последние два решения характерны для относительно более грубых приборов со стрелочным указателем.

## Принцип действия
Чаще всего гальванометр используют в качестве аналогового измерительного прибора. Используется для измерения силы постоянного тока, протекающего в цепи.
Гальванометры конструкции д’Арсонваля/Уэстона, используемые на сегодняшний день, сделаны с небольшой поворачивающейся катушкой, находящейся в поле постоянного магнита. К катушке прикреплена стрелка. Маленькая пружина возвращает катушку со стрелкой в нулевое положение. Когда постоянный ток проходит сквозь катушку, в ней возникает магнитное поле. Оно взаимодействует с полем постоянного магнита, и катушка, вместе со стрелкой, поворачивается, указывая на протекающий через катушку электрический ток.
Основная чувствительность гальванометра может быть, например, 100 мкА (при падении напряжения, скажем, 50 мВ, при полном токе). Используя шунты, можно измерять большие токи.
Так как стрелка прибора находится на небольшом расстоянии от шкалы, может возникнуть параллакс. Чтобы его избежать, под стрелкой располагают зеркало. Совмещая стрелку со своим отражением в зеркале, можно избежать параллакса.

## Разновидности и устройство

### Магнитоэлектрический гальванометр
Магнитоэлектрический гальванометр представляет собой проводящую рамку (обычно намотана тонким проводом), закреплённую на оси в магнитном поле постоянного магнита. При отсутствии тока в рамке рамка удерживается пружиной в некотором нулевом положении. Если же по рамке протекает ток, то рамка отклоняется на угол, пропорциональный силе тока, зависящий от жёсткости пружины и индукции магнитного поля. Стрелка, закреплённая на рамке, показывает значение тока в тех единицах, в которых отградуирована шкала гальванометра.
От прочих конструкций магнитоэлектрическая система отличается наибольшей линейностью градуировки шкалы прибора (в единицах силы тока или напряжения) и наибольшей чувствительностью (минимальным значением тока полного отклонения стрелки).

### Электромагнитный гальванометр
Электромагнитный гальванометр — исторически самая первая конструкция гальванометра. Содержит неподвижную катушку с током и подвижный магнит (в приборах постоянного тока) или сердечник из магнитомягкого материала (для приборов, измеряющих и постоянный, и переменный ток), втягиваемый в катушку или поворачивающийся относительно неё.
Данная конструкция отличается большей простотой, отсутствием необходимости делать катушку возможно меньшего размера и веса (что требуется для магнитоэлектрической системы), отсутствием проблемы подведения тока к подвижной катушке. Однако такие приборы отличаются существенной нелинейностью шкалы (из-за неравномерностей магнитного поля сердечника и краевых эффектов катушки) и соответствующей сложностью градуировки. Тем не менее, применение данной конструкции приборов в качестве амперметров переменного тока относительно большой величины оправдано большей простотой конструкции и отсутствием дополнительных выпрямительных элементов и шунтов. Вольтметры же переменного и постоянного тока электромагнитной системы наиболее удобны для контроля узкого диапазона значений напряжения, так как начальный участок шкалы прибора сильно сжат, а контролируемый участок может быть растянут.

### Тангенциальный гальванометр

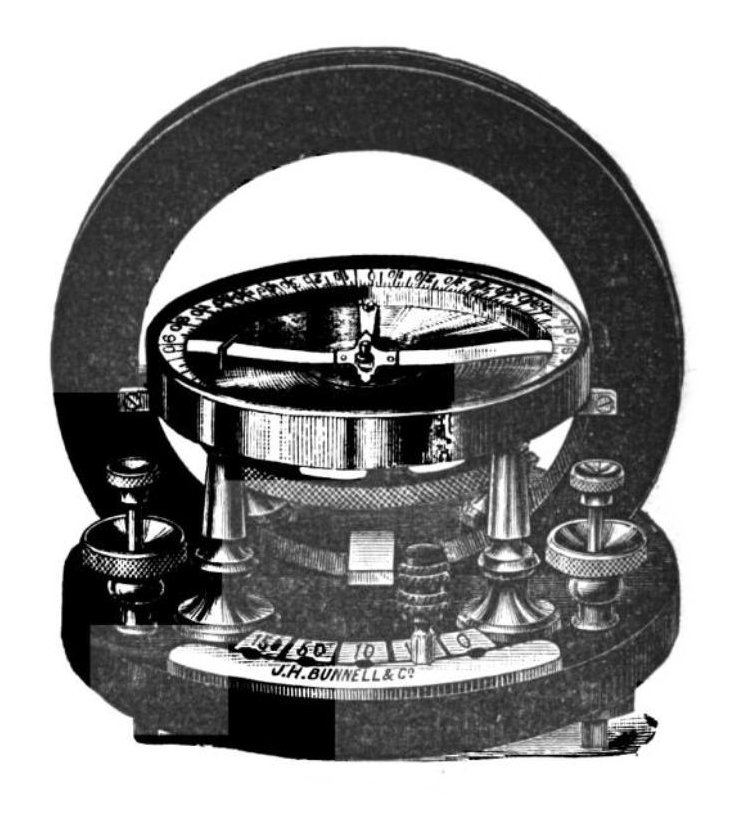
Тангенциальный гальванометр созданный компанией Баннела около 1890 года.

Тангенциальный гальванометр — один из первых гальванометров, использовавшихся для измерения электрического тока. Работает с помощью компаса, который используется для сравнения магнитного поля, создаваемого неизвестным током, с магнитным полем Земли. Своё название прибор получил от тангенциального закона магнетизма, в котором говорится, что тангенс угла наклона магнитной стрелки пропорционален соотношению сил двух перпендикулярных магнитных полей. Впервые это было описано Клодом Пулье в 1837 году.
Тангенциальный гальванометр состоит из катушки, сделанной из изолированной медной проволоки, намотанной на немагнитную рамку, расположенную вертикально. Рамка может поворачиваться вокруг вертикальной оси, проходящей через её центр. Компас расположен горизонтально и в центре круговой шкалы. Круговая шкала разделена на четыре квадранта, каждый из которых проградуирован от 0° до 90°. К магнитной стрелке компаса прикреплён длинный алюминиевый указатель. Чтобы избежать ошибок из-за параллакса под стрелкой устанавливают плоское зеркало.
В процессе работы гальванометр устанавливают так, чтобы стрелка компаса совпала с плоскостью катушки. Затем к катушке подводят измеряемый ток. Ток создаёт магнитное поле на оси катушки, перпендикулярное магнитному полю Земли. Стрелка реагирует на векторную сумму двух полей и отклоняется на угол, равный тангенсу отношения этих полей.

#### Теория
Гальванометр ориентирован так, что плоскость катушки параллельна магнитному меридиану Земли, то есть горизонтальной составляющей {\displaystyle B_{H}} магнитного поля Земли. Когда ток проходит через катушку, в катушке создаётся магнитное поле, перпендикулярное катушке. Величина магнитного поля:
{\displaystyle B={\mu _{0}nI \over 2r}\,,}
где:
- {\displaystyle I} — ток, А;
- {\displaystyle n} — число витков катушки;
- {\displaystyle r} — радиус катушки.

Два перпендикулярных поля векторно складываются и стрелка компаса отклоняется на угол {\displaystyle \theta }, равный:
{\displaystyle \theta =\operatorname {arctg} {\frac {B}{B_{H}}}\,.}
Из тангенциального закона
{\displaystyle B=B_{H}\operatorname {tg} \theta \,,}
то есть
{\displaystyle {\mu _{0}nI \over 2r}=B_{H}\operatorname {tg} \theta \,,}
или
{\displaystyle I=\left({\frac {2rB_{H}}{\mu _{0}n}}\right)\operatorname {tg} \theta }
или
{\displaystyle I=K\operatorname {tg} \theta \,,}
где {\displaystyle K} — понижающий коэффициент тангенциального гальванометра.
Одна из проблем тангенциального гальванометра — сложности при измерении очень больших и очень малых токов.

#### Измерение магнитного поля Земли
Тангенциальный гальванометр также можно использовать для измерения горизонтальной составляющей геомагнитного поля. Для этого низкое напряжение питания, подключают последовательно с реостатом, гальванометром и амперметром. Гальванометр располагают так, чтобы магнитная стрелка была параллельна катушке, при отсутствии в ней тока. Затем на катушку подаётся напряжение, которое регулируют реостатом до такой величины, чтобы стрелка отклонилась на угол 45° и величина магнитного поля на оси катушки становится равной горизонтальной составляющей геомагнитного поля Земли. Это поле можно рассчитать через ток, измеренный амперметром, число витков катушки и её радиус.

### Электродинамический гальванометр
В качестве подвижного и неподвижного элемента используются катушки с током. Частный случай — низкочастотный аналоговый ваттметр.

### Вибрационный гальванометр
Вибрационные гальванометры являются разновидностью зеркальных гальванометров. Собственная частота колебаний движущихся частей настроена на строго определённую частоту, обычно 50 или 60 Гц. Возможны более высокие частоты до 1 кГц. Поскольку частота зависит от массы подвижных элементов, высокочастотные гальванометры имеют очень малые размеры. Настройка вибрационного гальванометра осуществляется изменением силы натяжения пружины.
Вибрационные гальванометры переменного тока предназначены для определения малых значений силы тока или его напряжения. Подвижная часть подобных приборов имеет достаточно низкий момент инерции. Их наиболее распространённое применение в качестве нуль-индикаторов в мостовых схемах переменного тока и компараторах. Резкий резонанс колебаний в вибрационном гальванометре, делает его очень чувствительным к изменениям частоты измеряемого тока и может быть использован для точной настройки приборов.

### Тепловой гальванометр
Тепловой гальванометр состоит из проводника с током, удлиняющимся при нагреве, и рычажную систему, преобразующую это удлинение в движение стрелки.

### Апериодический гальванометр
Апериодическим называют гальванометр, стрелка которого после каждого отклонения становится тотчас в положение равновесия, без предварительных колебаний, как это бывает в простом гальванометре.

### Прочие элементы и особенности конструкции
- Балансирующие элементы. При отсутствии таковых гальванометр рассчитан на работу или только в горизонтальном положении шкалы, или только в вертикальном.
- Арретир — элементы конструкции прибора, обеспечивающие фиксацию механизма в транспортном, нерабочем положении.
- Успокоитель — воздушный (в виде лепестка, перемещающегося внутри специального профиля) или электромагнитный (короткозамкнутый виток). Служит для сведения к минимуму времени измерения. Может отсутствовать в баллистическом гальванометре.
- Пружины, как правило, являются проводниками, по которым ток подаётся к рамке магнитоэлектрического или к подвижной рамке электродинамического прибора. В некоторых конструкциях осью и одновременно крутильным пружинами являются проводники, на которых растягивается рамка.
- Крепление одной из пружин изготавливается поворотным и служит для установки стрелки в нулевое положение шкалы при отсутствии тока.
- Как и в иных стрелочных измерительных приборах, шкала, помимо градуировки, может для повышения точности считывания показаний прибора иметь зеркало, в котором отражается часть стрелки прибора. Зеркало облегчает правильное позиционирование глаза наблюдателя, при котором направление взгляда перпендикулярно плоскости шкалы.

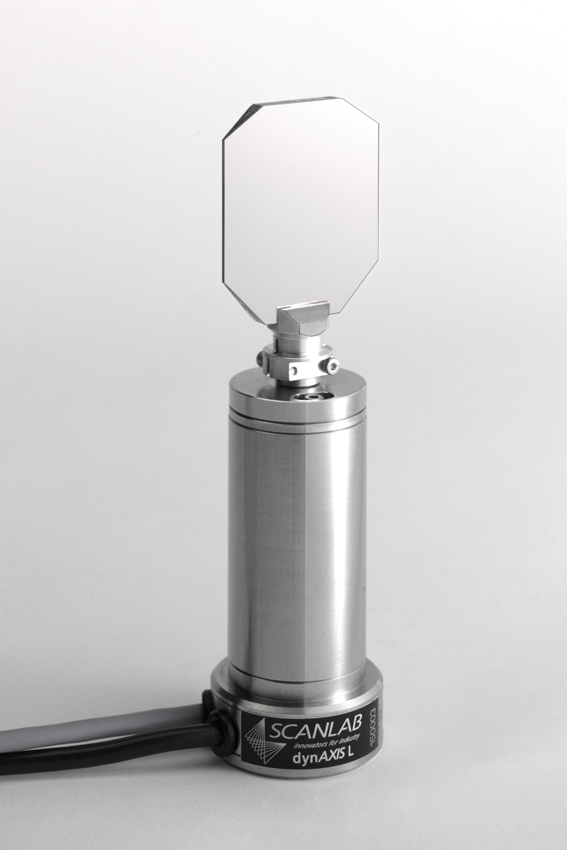
Современный зеркальный гальванометр от фирмы Scanlab

### Зеркальный гальванометр
Большой точности измерений, а также наибольшей скорости реакции стрелки можно достигнуть, используя зеркальный гальванометр, в котором в качестве указателя используется небольшое зеркальце. Роль стрелки играет луч света, отражённый от зеркала. Зеркальный гальванометр был изобретён в 1826 году Иоганном Христианом Поггендорфом.
Зеркальные гальванометры широко использовались в науке, до того как были изобретены более надёжные и стабильные электронные усилители. Наибольшее распространение они получили в качестве записывающих устройств в сейсмометрах и подводных коммуникационных кабелях.
В настоящее время высокоскоростные зеркальные гальванометры используют в лазерных шоу, для того чтобы перемещать лазерные лучи и создавать красочные фигуры в дыму вокруг аудитории. Некоторые виды таких гальванометров применяют для лазерной маркировки разнообразных вещей: от ручных инструментов до полупроводниковых кристаллов.

## Применение

### Измерительные приборы
Гальванометр является базовым блоком для построения других измерительных приборов. На основе гальванометра можно построить амперметр и вольтметр постоянного тока с произвольным пределом измерения.
Для получения амперметра необходимо подключить шунтирующий резистор параллельно гальванометру.
Для получения вольтметра необходимо подключить гасящий резистор (добавочное сопротивление) последовательно с гальванометром.
Если к гальванометру не подключено никаких дополнительных резисторов, то его можно считать как амперметром, так и вольтметром (в зависимости от того, как гальванометр включён в цепь и как интерпретируются показания).

### Экспонометр, термометр
В сочетании с датчиком света (фотодиодом) или температуры (термоэлементом), гальванометр может быть использован в качестве, соответственно, экспонометра в фотографии, измерителя разности температур и т. п.

### Баллистический гальванометр
Для измерения заряда, протекающего через гальванометр в виде короткого одиночного импульса, используется баллистический гальванометр, в котором наблюдают не отклонение рамки, а её максимальный отброс после прохождения импульса.

### Нуль-индикатор
Гальванометр используется также в качестве указателя (нуль-индикатора) отсутствия тока (напряжения) в цепях. Для этого он обычно исполняется с нулевым положением стрелки посередине шкалы.

### Механическая запись электрических сигналов
Гальванометры используется для позиционирования писчиков в осциллографах, например в аналоговых электрокардиографах. Они могут иметь частотный отклик в 100 Гц и отклонение писчиков в несколько сантиметров. В некоторых случаях (у энцефалографа) гальванометры настолько сильны, что двигают писчики, находящиеся в непосредственном контакте с бумагой. Их пишущий механизм может быть основан на жидких чернилах или на подогреве писчиков, двигающихся по термобумаге. В других случаях гальванометры не обязаны быть столь сильными: контакт с бумагой происходит периодически, поэтому требуется меньше усилий на перемещение писчиков.

### Оптическая развёртка
Системы зеркальных гальванометров используются для позиционирования в лазерных оптических системах. Обычно это механизмы высокой мощности с частотным откликом свыше 1 кГц.

### Современное состояние
В современных условиях аналого-цифровые преобразователи и приборы с цифровой обработкой сигналов и числовой индикацией величин заменяют гальванометры в качестве измерительных приборов, особенно в составе универсальных (авометров) и в механически сложных условиях работы.
Получение, хранение и обработка данных в компьютерных системах по гибкости значительно превышает все способы фиксации электрических сигналов самописцами на бумаге.
Зеркальные гальванометры также потеряли своё значение в системах развёртки, сначала с появлением электронно-лучевых устройств, а там, где необходимо, управление внешним световым потоком — с появлением эффективных пьезоэлектрических устройств и сред с управляемыми свойствами (например, жидких кристаллов). Однако на базе зеркальных гальванометров выпускаются устройства для отклонения луча лазера в лазерной технологии и установках для лазерных шоу (англ.).